# Blohm+Voss
Blohm+Voss (Blohm & Voss fins al 1965) és una drassana alemanya amb seu a Hamburg a la riba sud del Norderelbe. Va ser fundada el 1877 i és l'última de les grans drassanes del port d'Hamburg. Les àrees comercials de la drassana s'han traslladat a empreses independents des de 1996: Blohm+Voss Shipyard GmbH per a la construcció naval, Blohm+Voss Repair GmbH per a reparacions de vaixells i Blohm+Voss Industries GmbH per a enginyeria mecànica. El 28 de setembre de 2016, la drassana de Bremern, Lürssen va anunciar que assumiria Blohm + Voss. El comprador era la seva filial Lürssen Maritime Beteiligungen GmbH & Co KG. La companyia treballa com Blohm+Voss B.V. & Co. KG des del 4 de juliol de 2017.

## Història

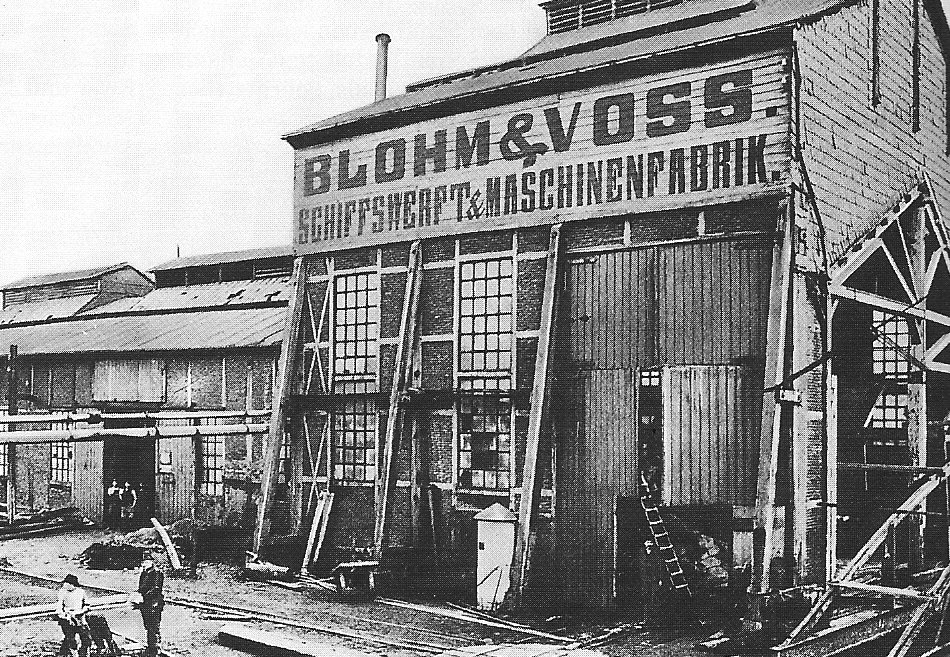
Blohm & Voss (1877)

El 5 d'abril de 1877, Hermann Blohm i Ernst Voss van fundar la drassana i la fàbrica de màquines navals Blohm & Voss. Després d'uns inicis difícils, el 1892 construeix el creuer SMS Condor i el 1899 el SMS Kaiser Karl der Große. La línia de negoci militar va generar grans beneficis i va ser considerada a prova de crisi ja que la Marina Imperial es trobava en expansió. La drassana es va establir com el principal constructor del creuers de batalla de la Marina Imperial.

### Primera Guerra Mundial
Durant la Primera Guerra Mundial, la producció es dedicar principalment a construir submarins. Es van crear un total de 98 submarins. Només alguns vaixells mercants, sis grans torpediners i el creuer SMS Köln es van construir durant els anys de la guerra. Dos creuers de la classe Mackensen ja no es van completar.

### Període d'entreguerres
L'intent del consell obrer i de soldats de prendre el control de la drassana l'11 de novembre de 1918 va fracassar. A causa de les contínues devaluacions del Reichsmark hi va haver moltes comandes fins al 1922, fins i tot sense la construcció de vaixells de guerra. En els anys següents, però, només es van fabricar uns quants vaixells, la majoria per a les empreses navilieres de HAPAG i Norddeutsche Lloyd.
Hermann Blohm va morir el 1930, els seus fills Rudolf i Walther Blohm havien assumit la direcció de l'empresa des del final de la guerra. Durant la crisi econòmica mundial, la drassana es va conformar amb petites comandes i el desballestament de vaixells antics.

### Ascens del Nazisme i Segona Guerra Mundial
Rudolf i Walther Blohm es van donar suport a la presa del poder per part de Hitler i el NSDAP, ja que els fons públics ara fluïen a la construcció naval en preparació per a la guerra i el nombre de comandes va tornar a augmentar com a conseqüència del rearmament de la Wehrmacht. A partir de 1933, Walther Blohm va construir una altra font de negoci amb la filial Hamburger Flugzeugbau (HFB) dedicada a l'aeronàutica. Al Reich, la drassana va ser un dels proveïdors més importants de vaixells mercants i vaixells de guerra. Blohm & Voss van construir, entre altres coses, el creuer pesat Admiral Hipper (1936) i el vaixell de passatgers Wilhelm Gustloff (1937) de l'organització NS-Deutsche Arbeitsfront (DAF), que fins al començament de la guerra el tenia la seva suborganització NS-Kraft durch Joy (KdF) que l'usava per a creuers de vacances. Les celebracions del llançament del cuirassat Bismarck el 14 de febrer de 1939, que es mostra amb detall en els noticiaris del cinema, es van dissenyar com a mostra de propaganda nacional.
Durant la Segona Guerra Mundial, la companyia es va centrar íntegrament en la construcció d'uboots, produint principalment els tipus VII C i XXI per a la Kriegsmarine.
B&V van desplegar milers de treballadors forçats d'arreu d'Europa per poder satisfer els requisits de producció, particularment l'augment de la construcció submarina.

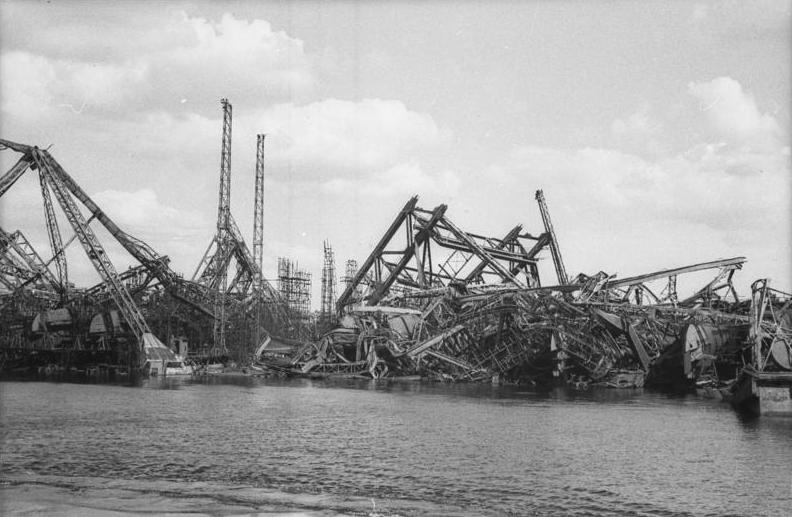
Instal·lació portuària destruïda (1948)

Des de l'estiu de 1944, també es van desplegar presoners del camp de concentració de Neuengamme i, el 9 d'octubre de 1944, Blohm & Voss va instal·lar un camp satèl·lit del camp de concentració KZ Neuengamme a la drassana. Al voltant de 600 presos van ser internats allà i van ser obligats a treballar. Al voltant d'una cinquena part dels presos treballaven a la fàbrica de màquines com a operadors de torn, constructors de màquines, operadors de grues o en llocs similars. Després dels bombardejos, els presoners també s'utilitzaven per desactivar bombes sense explotar i altres netejes. Al febrer de 1945, 16.339 empleats, la majoria treballadors forçats i presoners reclutats del camp de concentració de Neuengamme, encara treballaven a la drassana.La drassana va ser bombardejada en un total de 38 atacs aeris, la primera vegada el 18 de maig de 1940. Les víctimes entre els treballadors eren relativament petites a causa dels tres refugis antiaeris. La drassana va ser destruïda al final de la guerra, però encara va poder funcionar. El 31 de desembre de 1945 l'administració militar britànica va ordenar-ne el tancament. El 1946, es va destruir la grua Helgen i, després de les decisions preses en els minuts finals de la conferència de Potsdam, es van desmantellar gairebé totes les instal·lacions restants com a reparacions de guerra.

### Postguerra i reconstrucció
l'1 d'abril de 1951 es va fundar Steinwerder Industrie AG, que gradualment va rebre permís per reparar vaixells (1953), per construir naus costaneres (1954) i posteriorment per a vaixells marítims (finals de 1954). A 1955 es canvia el nom a Blohm & Voss AG. El 50 per cent del capital corresponia al grup Thyssen que tenia cada vegada més influència i la família Blohm es va retirar de la companyia amb el pas del temps. En els anys següents, l'empresa es va centrar principalment en la construcció de transportistes a granel. Des de 1962, les comandes de la Marina alemanya i de construcció de vaixells de guerra d'arreu del món es van tornar a acceptar a gran escala.
A mitjans dels anys 70, Blohm + Voss va ampliar la seva gamma de productes per incloure "offshore" (plataformes de petroli, instal·lacions de subministrament i suport) i va revolucionar la construcció de vaixells de guerra amb la introducció de la construcció modular MEKO. Aquest tipus ha tingut un gran èxit d'exportació des de llavors. Fins ara s'han construït al voltant de 40 unitats (fragates, corbetes). El 1995 Bloh+Voss va dividir les seves àrees comercials en Blohm+Voss Shipyard GmbH per a la construcció naval, Blohm+Voss Repair GmbH per a reparacions de vaixells i Blohm+Voss Industries GmbH per a enginyeria mecànica. A partir del 2005, Blohm + Voss tenia la seu a ThyssenKrupp Marine Systems. El 28 de setembre de 2016, la drassana de Lürssen va anunciar que assumiria Blohm + Voss. El comprador era la seva filial Lürssen Maritime Beteiligungen GmbH & Co KG. La companyia treballa com Blohm + Voss B.V. des del 4 de juliol de 2017. & Co. KG

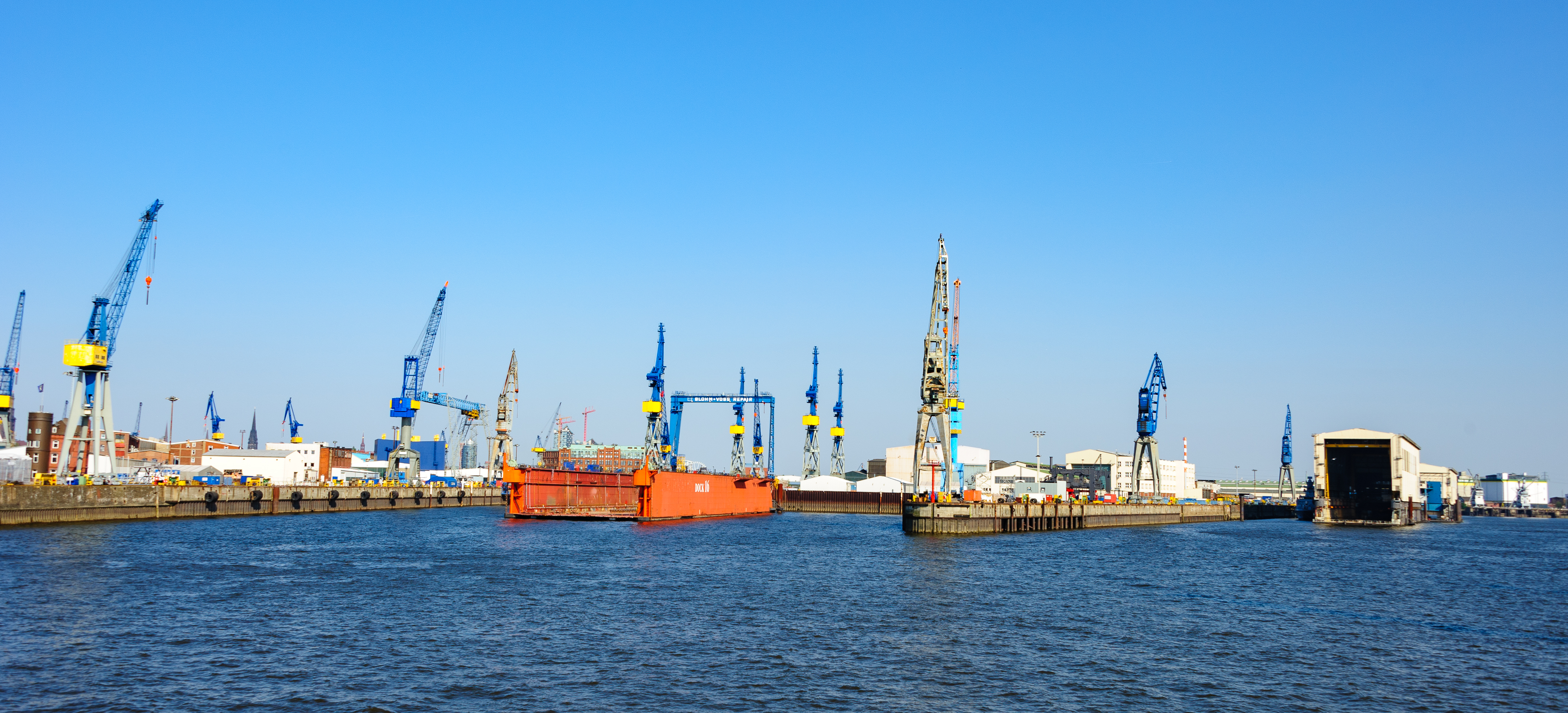
Blohm+Voss. Port d'Hamburg (2011)